# Mārtiņš Jakovļevs
Mārtiņš Jakovļevs (ur. 4 maja 1991 w Jēkabpils) – łotewski hokeista, reprezentant Łotwy.

## Kariera
- HK Metalurgs Lipawa 18 (2006-2007)
- SK Riga 18 (2007-2008)
- SK LSPA/Riga (2008-2009)
- Dinamo-Juniors Ryga (2009-2010)
- Ozolnieki/Juniors (2009/2010)
- HK Rīga (2010-2012)
- HK Juniors Riga (2012)
- Jokipojat (2012-2013)
- HC Fassa (2013-2014)
- Jermak Angarsk (2014-2015)
- Saryarka Karaganda / HK Temyrtau (2015-2016)
- HC Nowe Zamki (2016)
- GKS Katowice (2016)
- Donbas Donieck (2016-2017)
- HK Mogo (2017-2018)
- CHH Txuri Urdin (2018-2019)
- HK Dinaburga (2019-2020)

Występował w rozgrywkach rodzimej łotewskiej ekstraligi, a ponadto w ekstralidze białoruskiej, przez dwa sezony w rosyjskich juniorskich rozgrywkach MHL, fińskiej lidze Mestis, włoskiej Serie A, rosyjskich rozgrywkach WHL w barwach klubu z Angarska oraz kazachskiej Saryarki Karaganda. Był zawodnikiem Dinama Ryga, jednak nie zagrał w jego barwach w lidze KHL. Od lutego 2016 zawodnik słowackiego klubu HC Nowe Zamki. Od sierpnia do połowy października 2016 zawodnik GKS Katowice w rozgrywkach Polskiej Hokej Ligi. Od końca października 2016 zawodnik ukraińskiego Donbasu Donieck. Jesienią 2017 został graczem HK Mogo. W sezonie 2018/2019 grał w hiszpańskim zespole. We wrześniu 2019 przeszedł do HK Dinaburga
Został zawodnikiem reprezentacji Litwy. W kadrze juniorskiej do lat 20 występował na turniejach mistrzostw świata juniorów do lat 20 w 2010 (Elita), 2011 (Dywizja I). Został reprezentantem seniorskiej kadry Łotwy.

## Sukcesy
Reprezentacyjne
- Awans do mistrzostw świata do lat 20 Elity: 2011

Klubowe
- Złoty medal mistrzostw Łotwy: 2010 z Dinamo-Juniors Ryga
- Złoty medal 1. ligi słowackiej: 2016 z HC Nowe Zamki
- Awans do ekstraligi słowackiej: 2016 z HC Nowe Zamki
- Złoty medal mistrzostw Ukrainy: 2017 z Donbasem Donieck
- Brązowy medal mistrzostw Łotwy: 2018 z HK Mogo
- Złoty medal mistrzostw Hiszpanii: 2019 z CHH Txuri Urdin

Indywidualne
- Mistrzostwa Świata Juniorów w Hokeju na Lodzie 2011/I Dywizja#Grupa A:
  - Pierwsze miejsce w klasyfikacji +/− turnieju: +7[8]
- Sezon MHL (2010/2011):
  - Najlepszy obrońca tygodnia (8 listopada 2010)[9]
- Sezon MHL (2011/2012):
  - Mecz Gwiazd MHL[10]